# Gregor Jazbec
Gregor Jazbec, vojaški psiholog, satirik, pisatelj, predavatelj, * 1972, Trbovlje

## Življenjepis
Gimnazijo je zaključil leta 1991, študij psihologije na ljubljanski Filozofski fakulteti pa leta 1996. Leta 2007 je opravil tečaj bojnega stresa v ZDA, leta 2012 pa prejel naslov magistra znanosti s področja upravljanja s kadri (FDV).
Od leta 1998 zaposlen v Slovenski vojski, najprej kot vojaški psiholog v 20. MOTB, kasneje kot učitelj vojaške psihologije na Centru vojaških sol.
Poučuje vojaško psihologijo na vseh nivojih vojaškega solanja, iz tem: psihologija osebnosti, psihologija vodenja, psihologija ekstremnega nasilja, bojni stres, delovanje posameznika in enot v vojni in ekstremnih razmerah, propaganda in psihologija odporniskih gibanj.
Kot gostujoči predavatelj poučuje oz. je poučeval na: Oddelku za psihologijo Filozofske fakultete v Mariboru, FDV Ljubljana, Policija, Društvu študentov psihologije (vec sekcij), Zvezi slovenskih častnikov, Zvezi veteranov vojne za Slovenijo, Zvezi MORiS, Društvu Varen svet, Srednjih šolah (MS, Ljutomer, Trbovlje). Je avtor člankov v reviji Obramba, Vita in Slovenski vojaški izzivi ter odgovorni urednik Vojaškošolskega zbornika (do leta 2013 / 2014).